# Новий обрій (фільм)
Новий обрій (азерб. Yeni horizont) — радянська кінодрама 1940 року, знята режисерами Агою-Рза Кулієвим та Григорієм Брагинським на Бакинській кіностудії.

## Сюжет
Фільм розповідає про життя бакинських нафтовиків і про відкриття нових нафтових родовищ. Різкий конфлікт у фільмі заснований на суперечності інерції, консерватизму і ахамізму, які є залишками старості, з її потужною інноваційною ідеєю в світі науки.

## У ролях
- Ісмаїл Ефендієв — Аділь Керімов
- Рза Афганли — професор Ахмедов
- Алескер Алекперов — Асланов
- Алі Гурбанов — Гейдер
- Софа Баширзаде — епізод
- Азіза Мамедова — Фатма
- Мовсун Санані — Рубен
- Мустафа Марданов — епізод
- Алі-Саттар Меліков — Рустем Аббасов
- В. Чавчавадзе — медсестра

## Знімальна група
- Автор сценарію: Імран Касумов
- Режисери-постановники: Ага-Рза Кулієв, Григорій Брагинський
- Оператори-постановники: Федір Новицький, Мухтар Дадашов
- Композитор: Ніязі
- Звукооператор: Ілля Озьорський
- Автор тексту пісні: Аліага Вахід
- Асистенти режисера: Лятіф Сафаров, Мамед Алілі
- Асистент оператора: Тейюб Ахундов
- Монтажер і асистент режисера: Зейнаб Казимова
- Художник-постановник: Касум Салімханов